# Sven Baur
Sven Hugo Baur, född 27 september 1914 i Halmstad, död 11 oktober 2014, var en svensk företagsledare.
Baur, som var son till ministerialdirektor Hugo Baur och Anna Wallberg, avlade studentexamen 1933 och studerade vid handelshögskolan i Berlin. Han var executive secretary vid CARE i Bremen (New York) 1946–1948 och disponent vid Slottsmöllans tegelbruk i Halmstad sedan 1950. Han var styrelseordförande i AB Tegeltjänst i Göteborg sedan 1963, styrelseledamot i Sveriges Tegelindustriförening i Stockholm sedan 1964 och styrelsesuppleant i Wallbergs Fabriks AB sedan 1965.